# Rombachtalbrücke
Die Rombachtalbrücke ist ein 986 m langes, zweigleisiges Eisenbahnüberführungsbauwerk der Schnellfahrstrecke Hannover–Würzburg. Die Balkenbrücke liegt im Vogelsbergkreis in der Nähe von Schlitz und überspannt in der Nähe des Ortsteils Fraurombach den Rombach und die Landstraße 3176 nach Michelsrombach.
Das Bauwerk wurde von Oktober 1983 bis Oktober 1986 errichtet. Am 26. September 1984 wurde der Brückenstein gelegt. Am 16. Oktober 1986 wurde das Richtfest gefeiert.
Das Bauwerk liegt zwischen den Streckenkilometern 218,479 und 219,465.
Die Baukosten betrugen 39 Millionen D-Mark, was heute inflationsbereinigt etwa 42,5 Millionen Euro entspräche. Der Bauauftrag war für 37 Millionen D-Mark entsprechend 42,1 Millionen Euro vergeben worden.

## Konstruktion

### Technische Parameter

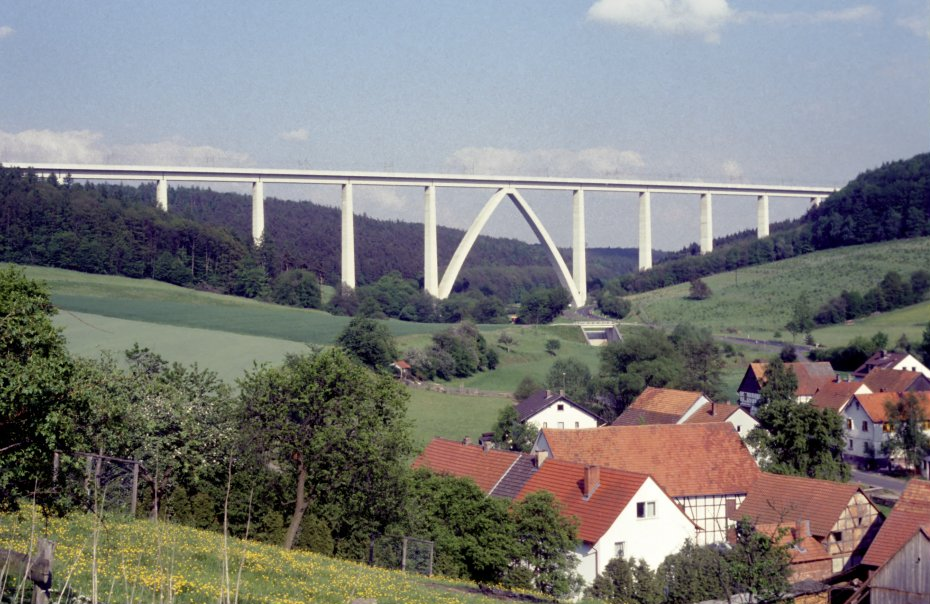
Rombachtalbrücke

Die Brücke weist eine maximale Höhe von etwa 95 m über Grund auf. Sie ist damit in Deutschland die Eisenbahnbrücke mit den höchsten Pfeilern und nach der stählernen Müngstener Brücke die zweithöchste Brücke der Deutschen Bahn AG. Der Brückenüberbau besitzt eine ständige Last von 530 kN/m, ungefähr das Doppelte einer Autobahnbrücke.
In südlicher Richtung steigt die Gradiente mit 1,22 % an. Im Grundriss ist die Streckentrasse bei einem Gleisachsabstand von 4,7 m im Brückenbereich konstant mit 6000 m gekrümmt. Auf der Brücke wurde zum Zeitpunkt der Inbetriebnahme der mit 800 mm maximaler Ausziehlänge längste Schienenauszug in Deutschland eingebaut.
Die zulässige Geschwindigkeit im Bereich des Bauwerks liegt bei 280 km/h.

### Unterbau und Gründung

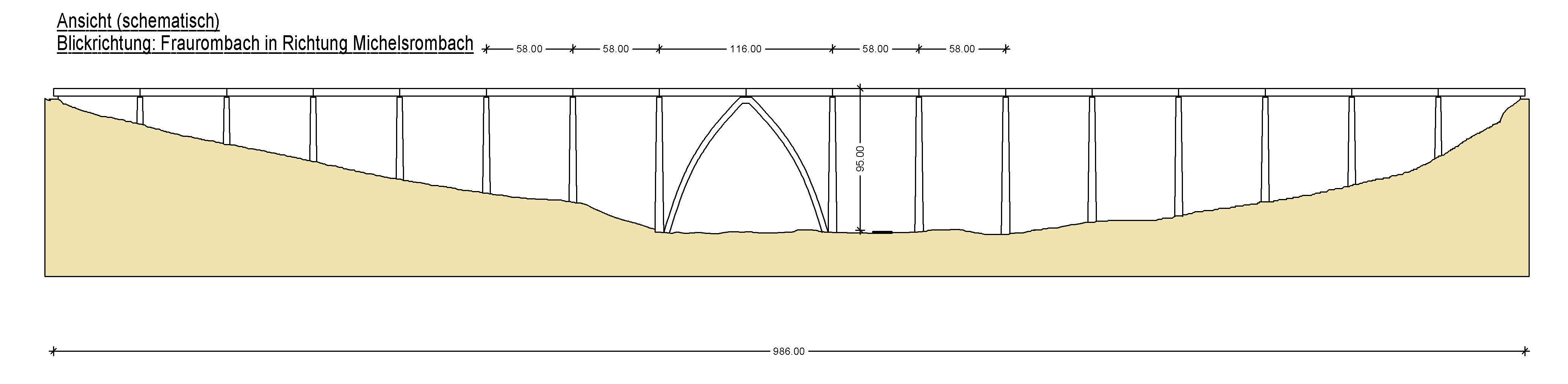
Ansicht (schematisch)

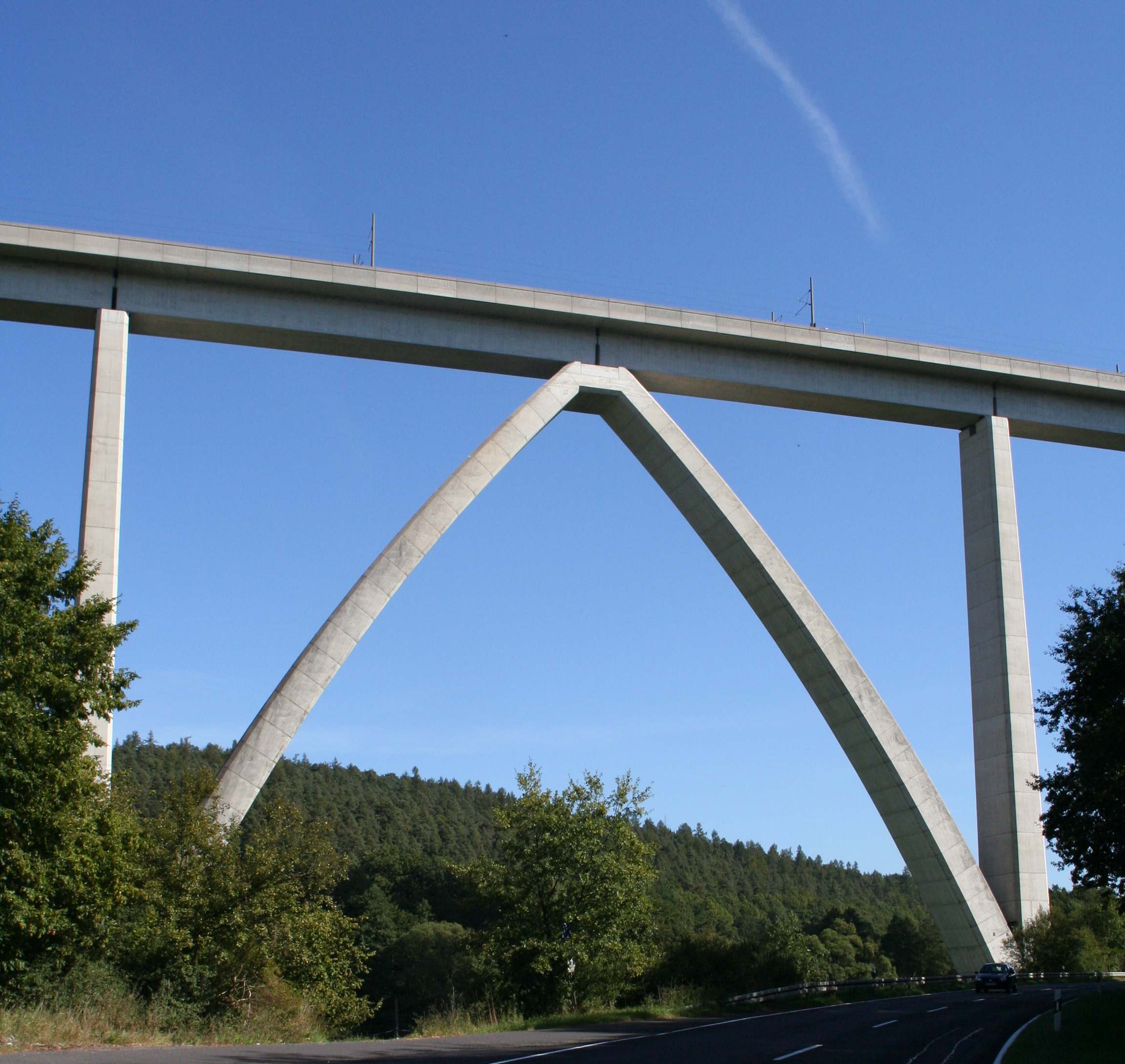
A-Bock

In Brückenmitte ist ein bogenförmig gestalteter A-Bock mit einer Stützweite von 116 m, was dem doppelten Pfeilerachsabstand der Normalfelder entspricht, angeordnet. Dieser ist Festpunkt der Brücke und leitet insbesondere die Längskräfte infolge Bremsen aus dem in Längsrichtung gekoppelten Überbau in den Baugrund ab. Der A-Bock weist einen Hohlquerschnitt aus Stahlbeton auf, ist aber im Scheitel massiv ausgebildet. Er ist gemeinsam mit den nächsten Pfeilern auf einem quadratischen Pfahlkopffundament mit Kantenlängen von 20,5 m und einer Dicke von 3,3 m mit 25 Großbohrpfählen gegründet. Die Streben des A-Bocks sind nach oben gekrümmt, wodurch der Querschnitt im Endzustand keine Zugspannungen aufweist.
Die Gründung der restlichen Pfeiler erfolgte ebenfalls im Buntsandstein auf Bohrpfählen mit 1,8 m Durchmesser, nur die ersten drei auf der Nordseite besitzen eine Flachgründung. Das Tragverhalten der Pfähle im Buntsandstein wurde mit Großversuchen geprüft. Die rechteckigen maximal 86,4 m hohen Stahlbetonpfeiler haben einen Hohlkastenquerschnitt mit den Abmessungen 7,6 m × 3,5 m am Pfeilerkopf. Sie verjüngen sich mit einem Anzug von 80:1 nach oben in der Seitenansicht und 120:1 in Längsblickrichtung.
Zunächst war eine Brücke ohne A-Bock geplant gewesen. Der Festpunkt sollte an einem Widerlager angeordnet werden, das allerdings zum Abtrag der Längskräfte in den Baugrund sehr aufwendig geworden wäre.
Abgesehen von A-Bock und Längskraftkopplung, die im Rahmen der Neubaustrecken bei der Rombachtalbrücke erstmals angewandt wurden, entspricht die Brücke der Rahmenplanung der Deutschen Bundesbahn für Neubaustrecken von 1982 mit 58 m Pfeilerachsabstand.
Der A-Bock wurde ausgelegt, 17,75 MN Längshorizontalkraft ohne nennenswerte Verformung in den Untergrund abzuleiten. Angenommen wurde dabei eine Bremskraft von 6,25 MN, eine Anfahrzugkraft von 1,0 MN sowie 10,5 MN aus der Reaktion der Lagerreibung.

### Überbau

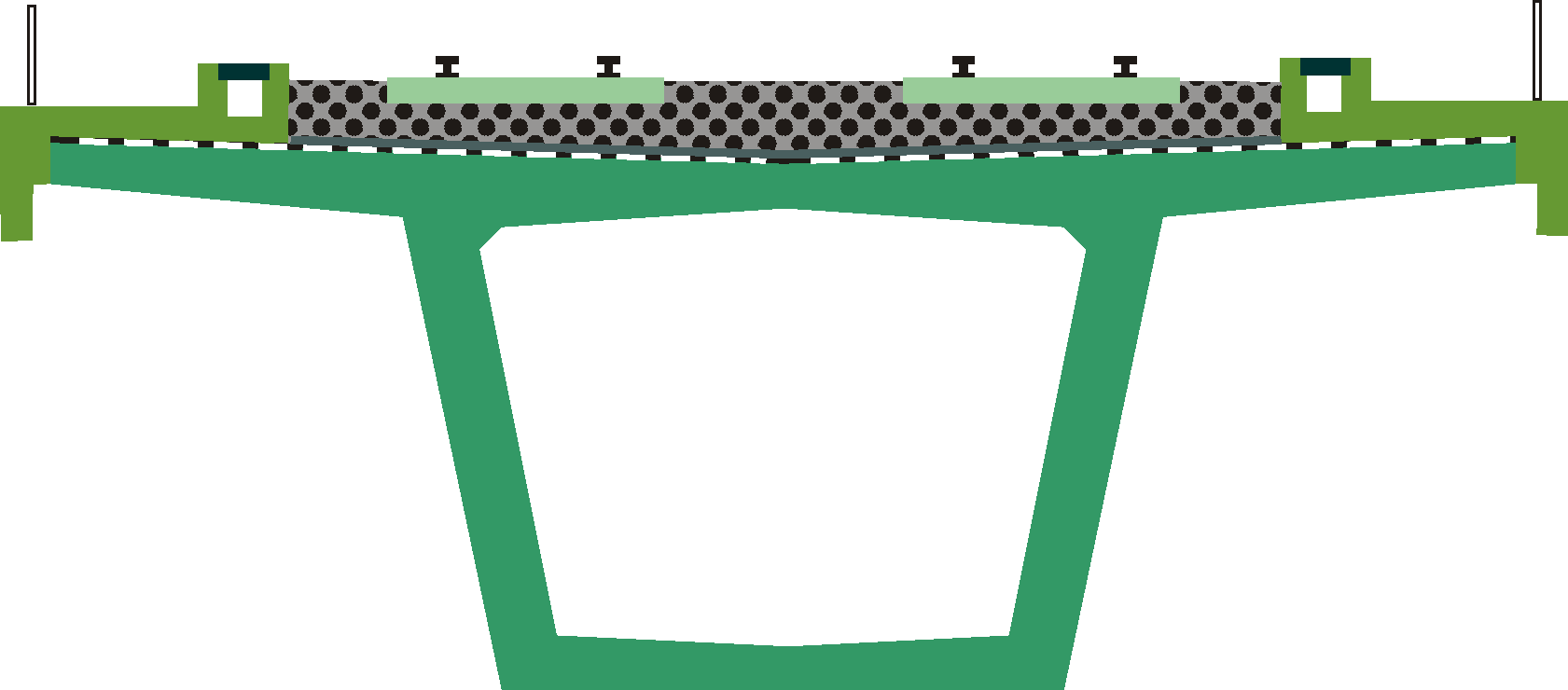
Querschnitt des Überbaus

Der Überbau besteht aus einer Kette von 17 Einfeldträgern. Dadurch ist der spätere Austausch einzelner Brückensegmente möglich. Die Querschnittsform ist ein einzelliger Stahlbetonhohlkasten mit geneigten Stegen, in Längsrichtung vorgespannt. Zusätzlich ist die 13,5 m breite Fahrbahnplatte in Querrichtung vorgespannt. Bei einer Bodenplattenbreite von 6,0 m und 0,7 m dicken Stegen betragen die Pfeilerachsabstände einheitlich 58 m. Die konstante Konstruktionshöhe von 5,3 m (1/11 der Stützweite) ist aufgrund der erforderlichen Steifigkeit zur Durchbiegungsbegrenzung relativ hoch. Die Einfeldträger sind zur Übertragung von Normalkräften durch verbundlose Spannglieder und Drucklager miteinander gekoppelt. Außerdem gibt es zwischen den Überbauten zur Weiterleitung von Kräften quer zur Brückenachse Horizontalkraftlager in Höhe der Bodenplatte.

## Geschichte

### Planung
Das Bauwerk lag im Planungsabschnitt 16 des Mittelabschnittes der Neubaustrecke.
Krebs+Kiefer erarbeitete die Entwurfsplanung, bereitete die Vergabe vor und überwachte die Bauausführung. Harries und Kinkel bearbeiteten die Ausführungsplanung einschließlich aller Bauzustände.

### Bauausführung
Der A-Bock wurde im abgespannten Freivorbau errichtet. Der Überbau wurde feldweise mit einem Vorschubgerüst im Mittel innerhalb von 2,5 Wochen hergestellt. Das Gerüst bestand aus einem Spannbetontrog mit einem Vorbauschnabel, der nach Fertigstellung der Brücke abgebrochen wurde.
Insgesamt wurden etwa 47.000 m³ Beton und 7.000 t Beton- und Spannstahl aufgewendet.
Mitte 1985 waren die Pfeiler errichtet und erste Überbauten betoniert.
Im Schatten der Brücke entstand für fünf Millionen D-Mark eine der größten landschaftspflegerischen Ausgleichsmaßnahmen der Neubaustrecke. Das 42.500 m² umfassende Regenrückhaltebecken Fraurombach dient der Aufnahme des Oberflächenwassers aus Einschnitten und Tunneln beiderseits der Brücke.

### Betrieb
Die Brücke wurde 1991 dem Verkehr übergeben.